# Empis calvinia
Empis calvinia är en tvåvingeart som beskrevs av Smith 1969. Empis calvinia ingår i släktet Empis och familjen dansflugor. Inga underarter finns listade i Catalogue of Life.